# Aéroport de Rodez-Aveyron
L'aéroport Rodez-Aveyron est un aéroport français situé sur la commune de Salles-la-Source, à 12 km au nord-ouest de Rodez, dans le département de l'Aveyron, en région Occitanie.

## Situation géographique et présentation

### Situation géographique
L'aéroport de Rodez-Aveyron, (anciennement aéroport Rodez-Marcillac) (code IATA : RDZ • code OACI : LFCR), est un aéroport français situé à 10 km au nord-ouest de Rodez sur l'axe routier en direction de Decazeville et de l'autoroute A20, dans le département de l'Aveyron.
Il est la propriété du Syndicat mixte pour l'aménagement et l'exploitation (lui-même propriété du département à 70 %, de la région à 15 %, de l'agglomération de Rodez à 10 % et de la Chambre de commerce et d'industrie de l'Aveyron à 5%). Il est géré par la SAEML AIR 12 sous convention de délégation de service public.
| \| 20 km1:2 341 000 \| Albi · Le Sequestre Montauban Millau · Larzac Cassagnes · Bégonhès Villefranche-de-Rouergue Mende · Brenoux Nogaro Condom · Valence-sur-Baïse Cahors · Lalbenque Figeac · Livernon Lasbordes Muret-Lherm · Saint-Gaudens · Montréjeau Bagnères · de-Luchon Pamiers · Les Pujols Saint-Girons · Antichan Castelnaudary · Villeneuve Lézignan · Corbières Alès · Cévennes Toulouse · Blagnac Francazal · Auch · Gers Castres · Mazamet Rodez · Aveyron Tarbes · Lourdes · Pyrénées Brive · Souillac Carcassonne · Salvaza Montpellier · Méditerranée Béziers · Cap d'Agde Nîmes · Garons Perpignan · Rivesaltes |
| 20 km1:2 341 000 |

### Présentation

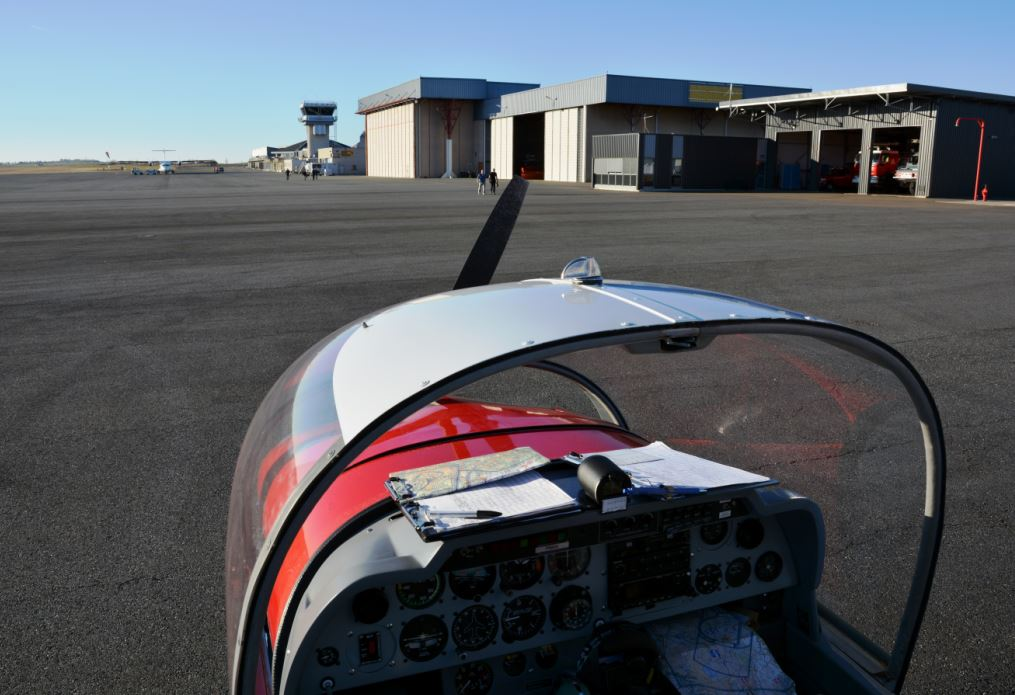
Le tarmac de l'aéroport.

La plate-forme aéroportuaire de Rodez dispose d'un parc de stationnement de 650 places divisé en deux parkings, le stationnement est payant, 2 h gratuite ainsi qu'un hall pour l'accès aux comptoirs d'accueil, d'enregistrement et des différentes salles d'embarquement. La surface de l'aéroport compte aujourd'hui près de 3 100 m2 de plancher, après une extension mise en service en 2010. La piste d’atterrissage principale de 2 100 m peut accueillir des avions gros-porteurs et l’installation d’un ILS (Instrument Landing System) de dernière génération permet l'atterrissage des avions lors de mauvaises conditions météorologiques. Il existe un espace pour les vols internationaux dit « Schengen ».
Cet aéroport a connu un développement notable lors de l'ouverture à l'espace international en mai 2003 mais est en fort déclin depuis 2012. Il commence de nouveau à augmenter son nombre de passagers en 2017 et est en hausse depuis.
Disposant de dix dessertes aériennes (dont une toute l'année et neufs saisonnières), l'aéroport rayonne hors des frontières du département : il draine des passagers venant du Cantal, de Corrèze, de Lozère, du Lot et du Tarn, devenant ainsi la plate-forme la plus importante de ces départements après l'aéroport de Toulouse-Blagnac, même si l'aéroport de Brive-Souillac commence à lui faire concurrence. Les destinations régulières desservies directement sont Paris et en saison Dublin, Bruxelles et Londres. Depuis 2025, Volotea propose également des vols vers Porto, Ajaccio, Figari, Bastia, Lille et Palma de Majorque.

### Services aux passagers
- Parking payant de 650 places réparti en deux zones de stationnement (P1 et P2)
- Zone de dépose minute
- Écrans d'affichages de l'état des vols en temps direct
- Comptoirs d'enregistrement, salles d'embarquement nationales et internationales
- Salles d'arrivées et tapis à bagages
- Espace et vitrines du tourisme de l'Aveyron avec des produits régionaux
- Comptoirs pour la location de voitures
- Réseau internet haut débit pour ordinateur portable et téléphone mobile
- Salles de réunion et de séminaires
- Boulangerie, snacks et boissons chaudes
- Distributeurs automatiques de denrées alimentaires
- Distributeur automatique de billets

## Historique
- 1965 : Décision de construire un aéroport pour la ville de Rodez. Salles-la-Source accueillera cette plate-forme. Initiative prise par Roland Boscary-Monsservin, maire RPR de Rodez de 1965 à 1983, et de plusieurs entreprises aveyronnaises (Création par arrêté du 25 février 1966).
- 1970 : Ouverture de l'aéroport. Création d'une ligne Rodez - Paris,  premier vol le 1er décembre[3] avec la compagnie UNI-AIR ROUEGUE en Beechcraft 80 Queen Air (inférieur à 10 places)[4] puis en Beechcraft 99 de 15 places. La compagnie développera par la suite au départ de Rodez des lignes vers Aurillac, Albi, Le Puy-en-Velay, Lyon et Marseille.

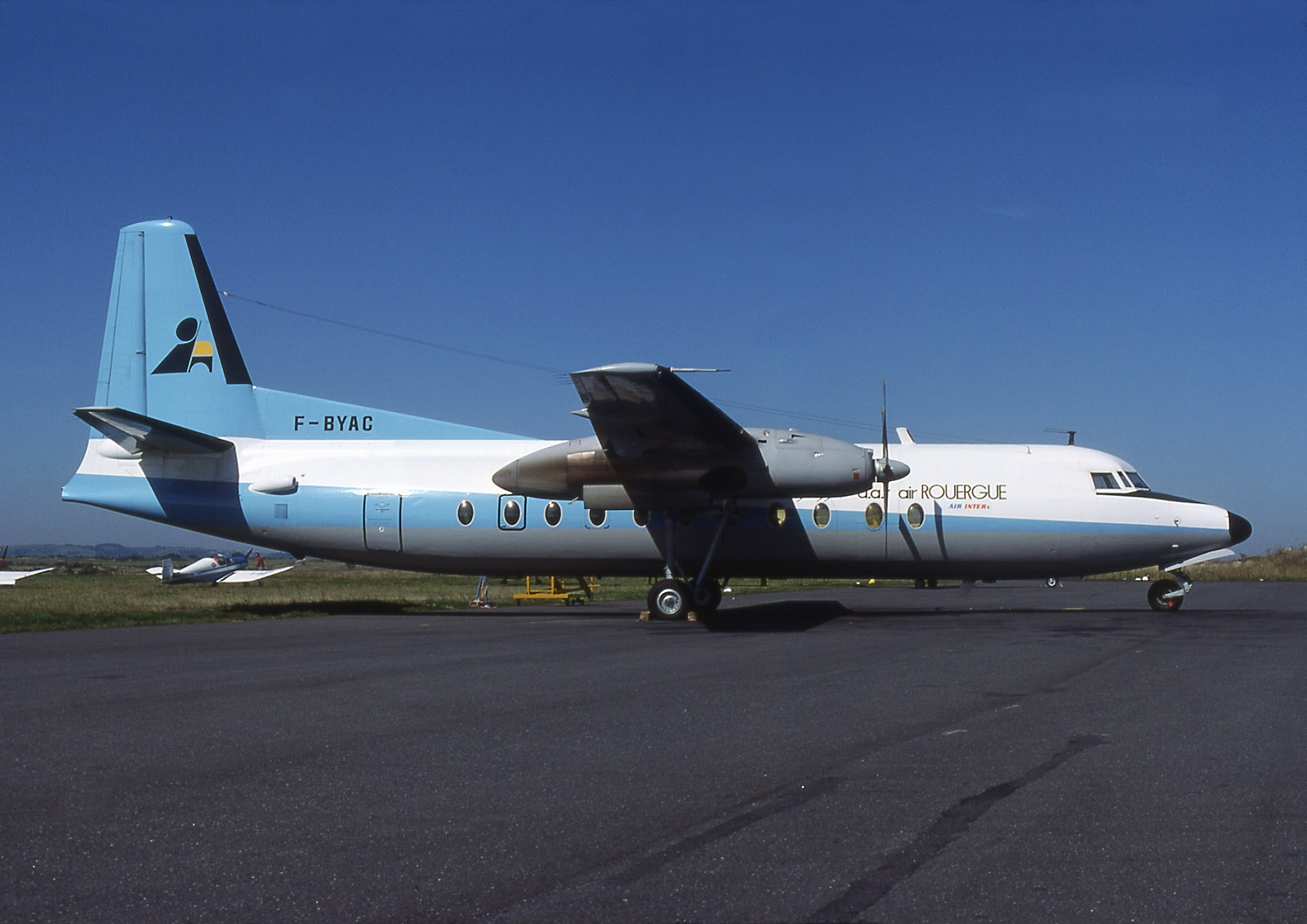
Fokker F-27-500 d'Air Rouergue F-BYAC logoté Air Inter à Rodez en septembre 1977.

- 1978 : Mise en ligne de Fokker 27 de 49 places Cie UNI AIR ROUERGUE.
- 1979 : La ligne vers Paris passe sous OSP (Obligation de service public).
- 1980 : Mise en ligne de Fairchild FH-227 par la Cie TAT (Fokker 27 américanisé autonome APU intégrée)
- 1981 : Mise en ligne temporairement d'appareils de types DC 9, sous traité aux Cies FINNAIR et SAS
- 1983 : Mise en ligne de Fokker 28 en version 65 places et 85 places.
- 1995: Ouverture d'une ligne Castres - Rodez - Lyon avec la compagnie Air Transport Pyrénées avec des Beechcraft 90/100/200[5].
- 1999 : Ouverture de la ligne Rodez - Lyon avec Hex'Air.
- 2000 : Réfection des pistes et de la tour de contrôle.
- 2003 : Reprise par Air France de la ligne vers Paris avec la création d'un aller-retour quotidien supplémentaire. Ouverture de la ligne régulière vers Londres-Stansted avec Ryanair[6].
- 2006 : Ouverture de la ligne vers Dublin avec Ryanair.
- 2008 : Agrandissement du parc de stationnement.
- 2009 et 2010 : Agrandissement de l'aérogare avec la création de nouvelles salles de départ et d'arrivée. Le voyagiste français Fram propose des liaisons estivales hebdomadaire vers Palma de Majorque en Boeing 737-800 de la compagnie espagnole Air Europa[7],[8],[9].
- 2010 : Ouverture de la ligne vers Porto en novembre avec Ryanair. Décembre : anniversaire pour les 40 ans du premier vol Rodez - Paris[10].
- 2012 : Création de la ligne vers Bruxelles-Charleroi avec Ryanair.
- 2013 : En février, Ryanair annonce que la liaison avec Porto est supprimée[11]. Le 31 mars, Air France qui assure la ligne Rodez - Paris laisse sa place à une de ses filiales, la compagnie Hop ![12],[13]. Elle annonce l'ouverture d'une nouvelle ligne saisonnière entre Rodez et Ajaccio de juin à septembre[14]
- 2014 : La liaison Castres - Rodez - Lyon n'est plus proposée (dernier vol le 22 janvier 2014).
- 2015 : Hop ! annonce la fin de la desserte saisonnière vers Ajaccio[15]. La desserte de Dublin auparavant assurée « de mars à octobre » est réduite aux seuls mois de juin et juillet[16].
- 2016 : À compter du 20 janvier, la desserte vers Paris est reprise sous OSP (obligation de service public) par la compagnie Britannique Eastern Airways[17]
- 2016 : Le 21 janvier, Ryanair annonce qu’elle met fin à la ligne vers Londres, faute de taux de remplissage suffisant[18]
- 2017 : En début d'année la compagnie Eastern Airways annonce l'ouverture de 2 nouvelles lignes vers Milan et Southampton[19]
- 2018 : La desserte de Milan est suspendue (544 passagers transportés en 2017 contre 823 passagers pour Southampton)[20].
- 2018 : Ryanair annonce la réouverture de sa ligne vers Londres pour 2019. Eastern Airways transporte 2 141 passagers sur la ligne de Southampton[20].
- 2019 : Le conseil syndical de l'aéroport choisi la compagnie aérienne Amelia International pour reprendre la ligne vers Paris sous DSP pour 4 ans à compter du 21 janvier 2020[21],[4]. Eastern Airways quitte la plateforme de Rodez.
- 2020 : Ryanair annonce une nouvelle ligne vers Manchester.
- 2020 : En pleine crise sanitaire du Coronavirus (covid-19), la ligne sous OSP vers Orly est interrompue du 23 avril au 3 mai inclus[22].
- 2022 : Ryanair propose trois lignes vers Londres Stansted, Dublin et Bruxelles-Charleroi en période estivale.
- 2023 : Ryanair assure jusqu'à trois vols par semaine vers Londres-Stansted et deux vols par semaine vers Dublin et Bruxelles. Elle fête également ses 20 ans sur la plateforme de rodez transportant plus d'1 million de passagers sur au moins 5 destinations (Londres, Dublin, Porto, Bruxelles-Charleroi et Manchester)[23].
- 2024 : Ryanair commencera la saison en proposant dès le mois de mars des vols pour Bruxelles-Charleroi, puis Londres-Stansted et Dublin en été.
- 2024 : Amelia International laisse place à la compagnie espagnole Volotea pour reprendre la ligne vers Paris, encore sous DSP[24].
- 2024 : Record historique sur la ligne Rodez-Paris jamais égalé depuis 1975. Le dimanche 15 septembre 2024 à 18h20, plus de 130 passagers ont embarqué à bord de l'Airbus de Volotea direction Paris[25].
- 2025 : Ryanair confirme le renouvellement de ses trois lignes vers Londres Stansted, Dublin et Bruxelles-Charleroi pour la période estivale 2025.
- 2025 : La compagnie Volotea annonce la création de nouvelles lignes : Lille Lesquin, Porto, Ajaccio, Bastia, Figari et Palma de Majorque rejoignent la programmation.

## Gérance
En 2010, à la suite d'un appel d'offres dans le cadre d’une délégation de service public, le syndicat mixte a confié la gestion pour une période de 12 ans à la société anonyme d’économie mixte locale (SAEML) AIR 12. Cette SAEML est constituée par trois partenaires à parts égales : le conseil départemental de l'Aveyron, Rodez Agglomération et la chambre de commerce et d'industrie de l'Aveyron, ainsi que par trois banques : le Crédit agricole, la Banque populaire Occitane et la SOREPAR (Caisse d'épargne).
En 2007, la chambre régionale des comptes de Midi-Pyrénées a fait un certain nombre de remarques à la SAEML quant aux relations commerciales entre l’aéroport et Ryanair.

## Accès
L'aéroport de Rodez est situé à 15 km du centre-ville de Rodez. Il est possible de rejoindre la plate-forme en voiture particulière (parking de 650 places) ou en taxis. Cependant, il n'existe pas à ce jour de navettes par autobus ; en janvier 2011, deux candidats aux élections cantonales de mars 2011 ont proposé de réaliser une liaison aéroport / centre-ville, mais cette proposition n'a pas abouti.

## Liaisons directes régulières et saisonnières
| Compagnies | Destinations |
| ---------- | --- |
| Ryanair    | En saison : Charleroi Bruxelles-Sud, Dublin, Londres-Stansted                                                                               |
| Volotea    | Paris-Orly En saison : Ajaccio-Napoléon-Bonaparte, Bastia-Poretta, Figari Sud Corse, Lille Lesquin, Palma de Majorque, Porto-F. Sá-Carneiro |

Actualisé le 05/04/2025
Inaugurée en 1970 par Uni-Air Rouegue puis reprise par TAT (qui a absorbé Air Rouegue), Air Liberté, Air Lib, Air France en 2003, Hop ! en 2013 ,Eastern Airways en 2016, Amélia en 2019 et Volotea depuis septembre 2024, la liaison aérienne Rodez - Paris est la troisième ligne aérienne de Midi-Pyrénées sur quatre liaisons directes assurées au départ de l'ancienne région Midi-Pyrénées vers Paris avec un total de 43 778 passagers, après Toulouse qui en compte 32 500 000 et Tarbes avec 112 000 passagers, juste devant Castres avec 40 727 passagers.
La ligne vers Paris est exploitée avec un Airbus 319 d'une capacité de 156 places qui effectue le trajet en 1 h 15.
Les lignes vers Dublin et Bruxelles sont assurées par des Boeing 737-800 de 189 places. Avec la mise en service progressive au cours de l'été 2021 du Boeing 737-8 MAX200 équipé de 200 sièges, les vols depuis Londres-Stansted pourront se voir offrir une capacité supplémentaire.

### Transport de fret
De janvier 2008 au 16 novembre 2009, Copernic société de fret, routier et aérien au niveau international, dont le siège social est à Saragosse (Espagne), a stocké ses marchandises dans les hangars d'ASP à l'aéroport Rodez-Aveyron. Il y a eu trois ou quatre rotations hebdomadaires avec les avions de cette société.
Depuis 2009, l'aéroport ne traite plus de fret aérien.

### Autres activités aéronautiques
Cet aéroport accueille deux aéroclubs avion : « Av'AIRon Club » et « Les Ailes Ruthénoises », un club ULM : « 4A ULM 12 », une compagnie d'aviation d'affaires et de transport à la demande implantée à l'aéroport de Rodez : Heli 12.
D'autres compagnies, comme Enterer desserve régulièrement l'aéroport, dans le cadre de vols charters.
Enfin, la piste de Rodez-Aveyron est utilisée assez fréquemment pour des entrainements d'appareils militaires.

## Données techniques

### Données aéronautiques
- Aéroport civil
- Ouvert à la CAP
- Ouvert au trafic local, national et international
- IFR-VFR nuit
- Heures d'ouverture : 05:00-23:00
- Classement : Catégorie C
- SSLIA : Catégorie 7 (modulation 5 et 1)
- Emprise : 156

### Infrastructures aéroportuaires
Les principales caractéristiques des infrastructures de l'aéroport sont les suivantes :
Nombre de pistes : 2
Piste 1 :

Longueur : 2 100 m

Largeur : 45 m

Orientation : 13/31

Revêtement : bitume

Aides à l'atterrissage : ILS Cat. I

Balisage lumineux : HI/BI - PAPI - Rampe d'approche - Feux à éclats
Piste 2 :

Longueur : 800 m

Largeur : 85 m

Orientation : 13/31

Revêtement : herbe

Traitement des passagers
Aérogare

Surface : 3 100 m2

Capacité de traitement : 300 000 passagers par an soit 400 passagers par heure

Aires de stationnement : 1 000 places

1 Terminal comprenant 2 salles d'embarquements et 2 salles d'arrivée
Accessibilité aux personnes à mobilité réduite
Services commerciaux : Espace Tourisme-Aveyron et boulangerie Epi du Rouergue
Aviation générale
Aire de stationnement : 19 000 m2

Hangars aéronefs surface totale : 5 000 m2

## Trafic et statistiques

### Fréquentation
L'aéroport de Rodez accueille moins de 200 passagers par jour, avec une baisse de sa fréquentation de près de la moitié entre 2012 et 2018. À la suite de l'abandon de la ligne vers Londres, la fréquentation de l'aéroport a baissé en 2016 de 34 %, après des baisses annuelles d'environ 10 % les trois années précédentes soit le plus bas chiffre depuis 2003. Le résultat atteint tout juste le quart de l'objectif annoncé de 300 000 passagers.
Avec un budget engagé en juillet 2009 de 7,5 millions d'euros sur 12 ans, l'objectif était d'atteindre les 300 000 passagers annuels grâce à la modernisation et l'extension de l'infrastructure, de l'ouverture de nouvelles lignes, selon le Grand Rodez et la CCI de Rodez. Mais depuis cette annonce, le nombre de dessertes a diminué au lieu d'augmenter (disparition successive des dessertes vers Palma, Porto, Lyon, Ajaccio et Londres). L'aéroport envisageait pour 2017 d'atteindre 80 000 à 90 000 passagers mais ne les a pas atteint (78 338 passagers).
- 81 162 passagers ont emprunté l'aéroport de Rodez en 2018,
- 87 743 passagers ont emprunté l'aéroport de Rodez en 2019,
- 17 393 passagers ont emprunté l'aéroport de Rodez en 2020 (Traffic réduit à cause du Covid 19),
- 32 608 passagers ont emprunté l'aéroport de Rodez en 2021 (Traffic réduit à cause du Covid 19),
- 73 087 passagers ont emprunté l'aéroport de Rodez en 2022 (Reprise réglementée suite au Covid 19),
- 70 374 passagers ont emprunté l'aéroport de Rodez en 2023,
- Entre 75 000 et 80 000 passagers sont attendus sur l'année 2024.

#### Graphique
Le graphique qui aurait dû être présenté ici ne peut pas être affiché car il utilise l'ancienne extension Graph, désactivée pour des questions de sécurité. Des indications pour créer un nouveau graphique avec la nouvelle extension Chart sont disponibles ici.

Voir la requête brute et les sources sur Wikidata.

#### Tableau
| Année | Passagers | Dont low-cost | Mouvements commerciaux | Mouvements non commerciaux |
| ----- | --------- | ------------- | ---------------------- | -------------------------- |
| 2024  | 81 896    | 58 555        | 1 594                  | 10 030                     |
| 2023  | 70 278    | 31 577        | 1 623                  | 10 100                     |
| 2022  | 73 079    | 34 844        | 1 702                  | 11 138                     |
| 2021  | 30 357    | 8 678         | 898                    | 12 621                     |
| 2020  | 16 218    | 2 467         | 705                    | 7 287                      |
| 2019  | 86 812    | 35 343        | 2 108                  | 10 991                     |
| 2018  | 80 549    | 24 137        | 2 097                  | 11 264                     |
| 2017  | 78 364    | 26 372        | 2 080                  | 19 909                     |
| 2016  | 70 069    | 25 859        | 2 048                  | 26 692                     |
| 2015  | 106 968   | 49 841        | 2 253                  | 28 454                     |
| 2014  | 121 900   | 57 560        | 2 359                  | 24 604                     |
| 2013  | 143 392   | 67 950        | 3 815                  | 24 702                     |
| 2012  | 156 474   | 88 556        | 4 153                  | 27 276                     |
| 2011  | 141 458   | 73 630        | 4 087                  | 28 990                     |
| 2010  | 140 848   | 74 610        | 3 866                  | 29 035                     |
| 2009  | 134 074   | 64 965        | 3 845                  | 23 866                     |
| 2008  | 147 101   | 68 884        | 4 059                  | 20 373                     |
| 2007  | 143 253   | 60 554        | 4 084                  | 17 432                     |
| 2006  | 151 131   | 66 546        | 4 191                  | 22 537                     |
| 2005  | 160 024   | 75 700        | 4 195                  | 19 397                     |
| 2000  | 90 899    | " "           | 3 489                  | 26 702                     |
| 1995  | 75 000    | " "           | A renseigner           | A renseigner               |

### Répartition entre trafic intérieur et trafic international
| Année | Vols nationaux | Vols internationaux |
| ----- | -------------- | ------------------- |
| 2019  | 51 000         | 36 000              |
| 2018  | 53 000         | 28 000              |
| 2017  | 50 000         | 29 000              |
| 2016  | 44 000         | 26 000              |
| 2015  | 56 000         | 51 000              |
| 2014  | 63 000         | 58 000              |
| 2013  | 73 000         | 69 000              |
| 2012  | 64 000         | 90 000              |
| 2011  | 66 000         | 74 000              |
| 2010  | 65 000         | 76 000              |
| 2009  | 66 000         | 66 000              |
| 2008  | 77 000         | 67 000              |
| 2007  | 80 000         | 61 000              |
| 2006  | 82 000         | 67 000              |
| 2005  | 81 000         | 76 000              |
| 2004  | 81 000         | 62 000              |

### Répartition des compagnies desservant l'aéroport
Les données de 2007 et 2018 sont fournies par la CCI de l'Aveyron
En pourcentage du nombre de passagers en 2009 :
| Compagnie  | Pourcentage |
| ---------- | ----------- |
| Air France | 50%         |
| Ryanair    | 42%         |
| Hex'Air    | 5%          |

En nombre annuel de vols commerciaux en 2007 :
| Compagnie  | Nombre de Rotations |
| ---------- | ------------------- |
| Air France | 1870                |
| Ryanair    | 940                 |
| Hex'Air    | 1040                |

En nombre annuel de passagers 2018 (arrondi à la centaine) :
| Compagnie         | Passagers |
| ----------------- | --------- |
| Eastern Airways   | 52 900    |
| Ryanair           | 26 300    |
| Autres compagnies | 2 200     |

## Incidents et accidents

### Crash d'un avion Fokker 27
Le 28 janvier 1979, à 17 heures 30, alors qu'un équipage composé de mécaniciens effectuait un vol d'essai après être intervenu sur un aileron, l'avion de la compagnie Uni Air Rouergue (UAR) qui assurait d'ordinaire la liaison Rodez-Marcillac / Paris-Le Bourget volant à basse altitude a percuté la pente d'un champ à la Landrerie, près de Sainte-Radegonde. L'appareil s'est abîmé dans ce champ, entre deux arbres. Parmi les décombres de l'appareil, les secours ne retrouveront qu'un seul survivant, un jeune ingénieur. Le Fokker 27 en question, d'une capacité de 49 places, avait été réceptionné par UAR le 1er février 1978 et mis en service le 10 février. Sa garantie courait jusqu'au 10 février 1979. C'est en phase finale d'approche avant atterrissage que l'avion s'est écrasé. Plusieurs anomalies quant à cette approche avant atterrissage ont été révélées par l'enquête. En effet, d’après cette dernière, il y aurait eu une défaillance de l’équipage à maintenir l’altitude d'approche et il semblerait que d’autres facteurs aient participé à ce drame, dont un manque de préparation du vol et une erreur de calage altitude-pression de référence de l’altimètre. De plus, aucune carte d’approche n’était évidente, à cette époque, dans la cabine pour l'atterrissage à l'aéroport de Marcillac,. Une autre version non officielle de l'accident mais qui a fait rapidement sa place parmi les habitants de la région serait une erreur de l'équipage. En effet l'avion disposait seulement d'une réserve de 15 min de carburant lorsqu'il a décollé.

### Insolite
Début septembre 2007, trois touristes norvégiens qui souhaitaient se rendre à Rhodes (Grèce) ont confondu cette destination avec Rodez mais ne se sont rendu compte de leur erreur qu'à l'atterrissage. Selon la direction de l'aéroport, une dizaine de personnes connaîtraient le même sort chaque année.